# Crotalaria bakeriana
Crotalaria bakeriana är en ärtväxtart som beskrevs av Rossberg. Crotalaria bakeriana ingår i släktet sunnhampor, och familjen ärtväxter. IUCN kategoriserar arten globalt som otillräckligt studerad. Inga underarter finns listade i Catalogue of Life.